# Cleome lilloi
Cleome lilloi är en paradisblomsterväxtart som beskrevs av Gomez. Cleome lilloi ingår i släktet paradisblomstersläktet, och familjen paradisblomsterväxter. Inga underarter finns listade i Catalogue of Life.